# Zdice
Zdice è una città della Repubblica Ceca facente parte del distretto di Beroun, in Boemia Centrale.